# 和解在後
《和解在後》（英語：Beyond the Common Ground）是香港電訊盈科旗下的MakerVille於2023年推出的電視劇。劇集由趙善恆、駱子康執導，趙善恆、蘇雅琳、梁祖堯、谷德昭等領銜主演，李麗珍特別演出，為《ViuTV 2023》節目巡禮劇集之一。此劇於2023年3月27日至2023年4月14日於ViuTV 99台播放，並由「灣仔碼頭點心盛意」冠名贊助。台灣方面則由LiTV 線上影視、LINE TV及KKTV同步跟播上架。全劇題材圍繞調解員工作時所處理的案件，並在案件的情節中引申出探討人性、種族歧視、平等原則等議題。

## 角色

### 香港調和中心
| 演員   | 角色     | 備註 |
| 谷德昭 | 莊易     | 莊生 創辦人之一、眾調解員之上司 莊梓彤之父，在女兒自殺後，到美國流浪3年 太極師傅 處於半退休狀態，主要由何建忠負責日常營運，但經營方針和何有分歧 信任葉志凡及方圓 於第9集向阿凡透露已決定離開香港調和中心，並於第10集正式向員工宣佈，第11集為最後工作日 |
| 梁祖堯 | 何建忠   | Cliff、Clifford、何生（其下屬專稱） 創辦人之一、眾調解員之上司 曾任職政府新聞處 針對葉志凡，因認為他搞砸了與「盧關張」的合作協議，怪責他不守專業守則，知道他是葉廣生兒子及曾擔任大律師後對其態度180度改變 於第8集拍攝公司宣傳片時再一次被葉志凡「搞砸」 經營方針和莊易有分歧，並不斷暗示莊易應退位讓賢 於第14集向下屬宣佈改變經營模式，改為與葉廣生大律師事務所合作及接受其轉介的客戶，以從中賺取介紹費去解決公司資金不足危機，被葉志凡質疑是「假調解」 |
| 趙善恆 | 葉志凡   | 阿凡、Sheldon、FAN_3303（《上古神之怒》遊戲帳戶名）、和事佬（區煒明專稱）、煩膠（方圓專稱）、 一秒調解完（“Tea Meet Biscuit”用戶名稱） 資深調解員 葉廣生之子，與其不和 曾於葉廣生律師樓任職大律師（大律師部份請參見葉廣生大律師事務所） 喜歡打遊戲機 工作上兼任方圓之導師，偶爾與其意見不合，後來對方圓稍有好感 受胡月好一案影響，處理「Abby Road職場欺凌及性騷擾案」時不再執著於要調解成功 於第14集得悉何建忠與律師樓合作進行「假調解」後感不滿，宣佈完成手上工作後離職 |
| 蘇雅琳 | 方圓     | Emily、Circle51927（《上古神之怒》遊戲帳戶名） 見習調解員，但一度向母親訛稱在律師樓工作，於第5集向母親坦白自己在調解中心工作 大學法律系畢業 曾因舉報教授和學生有不倫關係不果後，被教授打壓而未被大律師事務所聘為實習生 葉志凡工作上的學員，偶爾與其意見不合，於14集被葉志凡認可能力，並首次擔任主調解員 Oscar之女友並視其為傾訴對象，於第9集與其一度情變，於第11集和好，惟於第14集因價值觀不合再次情變，於第15集分手 於第14集宣佈因獲葉廣生律師樓聘用為實習生而離職，惟於第15集因發覺自己不適合做大律師而辭職 於第10集處理「分手情侶爭奪愛犬案」時心情受情變影響，衝口而出提出極端方案，結果需照顧「俊俊」一晚，卻意外讓牠走失，幸最後被狗義工尋回 |
| 岑珈其 | 鍾信立   | 大樹先生（“Tea Meet Biscuit”用戶名稱） 調解員 為人毫無主見，常以中立作擋箭牌 因童年經歷而不敢提出個人意見 於第7集在“Tea Meet Biscuit”結識「小樹苗」，並發現「小樹苗」實為中心內的同事 於第8集試圖在中心內尋找「小樹苗」的真正身份，發現利永麗是「小樹苗」 喜歡利永麗，雖多番被拒絕，但最終於第15集成功約會對方 於第10集處理「紙紥店後人爭產案」時因心不在焉，贊成歐陽家的建議，邀請「先人」歐陽老爺出席會議 |
| 李 敏  | 利永麗   | Amber、小樹苗（“Tea Meet Biscuit”用戶名稱） 調解員，專責處理商業糾紛案件 於第7集在“Tea Meet Biscuit”結識「大樹先生」 於第10集得悉鍾信立是「大樹先生」後，多番拒絕對方，但最終還是主動約對方食飯 於第13集接手原由葉志凡跟進的「金魚街商戶糾紛案」，事前（她生日的一天）曾和Oscar和葉廣生共晉晚餐。隨後在翌日調解會議上，向文叔訛稱樂子匡教唆文駿軒說謊，導致文叔堅決拒絕調解 於第15集因對「金魚街商戶糾紛案」作假調解造成的後果感後悔而辭職 |
| 袁綺雯 | 馬陳佩美 | Jenny 調解員 經常為中心的同事熬湯 已婚，與丈夫和一兒子同住，但關係疏離 被生命樹中心課程影響，嘗試說服方圓參與未獲回應，但於第11集成功說服Amber參與，和丈夫和解後沒再回生命樹中心 鼓勵鍾信立追求利永麗 |
| 何洛瑤 | 高善雯   | Coco 接待員 夢想成為演員 |

### 葉廣生大律師事務所
| 演員   | 角色      | 備註 |
| 袁富華 | 葉廣生    | 大律師 葉志凡之父，自“Penthouse 48”工傷案（參見非主要案件）後二人不和 葉詠詩之父 教唆羅錦華修整導致火災的爐頭以毁滅證據 代表錢懿婷向胡婆婆索償，但派出徒弟George暗助胡婆婆 和金魚街關係複雜                                                     |
| 趙善恆 | 葉志凡    | 大律師 葉廣生之子，自“Penthouse 48”工傷案（參見非主要案件）後二人不和 葉詠詩之同父異母兄 在一單工傷索償中代表僱主勝訴，卻導致僱員受不住壓力而自殺身亡，令他反思法律以外還有調解可解決紛爭 後在莊易鼓勵下成為調解員 調解員部份請參見香港調和中心 |
| 吳雲甫 | Tom Leung | 樂子匡的代表律師（參見金魚街商戶糾紛案） |
| 張翼和 | 劉大狀    | 面試官，面試方圓 |
| 林俊傑 | 曾大狀    | 面試官，面試方圓 |
| 賴玥延 |           | 秘書 |
| 駱子康 |           | 同事 |
| 蘇雅琳 | 方圓      | Emily 實習大律師 於第5集到葉廣生律師樓應徵大律師，並於第13集獲聘用，惟於第15集辭職。 |

### 主要案件
除特別註明外，所有案件均由葉志凡與方圓調解。

#### 漏水噪音案（第1集）
| 演員   | 角色 | 備註 |
| 尹 光  | 潘力 | 潘伯 陸生之樓下住客，因陸生陸太單位漏水，聲稱導致腳傷及損壞家具（實際上腳傷早已康復） 初時要求陸生賠償20萬元，因被葉志凡及方圓得悉其腳傷已康復，後讓步只索償34000元，成功被葉志凡調解，而葉也修復潘伯浸壞了的結婚照片 |
| 黃溢濠 | 陸生 | 初時被潘伯索償20萬元，成功被葉志凡調解，向潘伯賠償34000元 |
| 楊嘉欣 | 陸太 | 初時被潘伯索償20萬元，成功被葉志凡調解，向潘伯賠償34000元 |

#### 志發大廈清潔工人工傷案／大耀集團太子女遇襲案（第2、5、6集）
胡婆婆和大耀集團的調解由葉志凡和何建忠共同負責
| 演員   | 角色   | 備註 |
| 許淑華 | 胡月好 | 胡婆婆 清潔工人 華哥之下屬 只說潮州話 簽署和解協議後收不到八萬元賠償，控訴被香港調和中心欺騙 和錢懿婷糾纏時使對方受傷而被控普通襲擊，兼被對方民事索償 獲得George義助，並且順利安排亡夫上位 （第2、5、6集） |
| 何日華 | 楊協華 | 華哥 「協華清潔」東主，承包志發大廈（由大耀集團管理）清潔服務之判頭 原要求員工為自僱人士，經調解後簽訂正式僱傭合約，成為胡月好之僱主 原簽署和解協議向胡月好賠償8萬元，但事後不賠償兼失蹤 （第2集）         |
| 計祥龍 | 炳叔   | 清潔工人 華哥之下屬 （第2集） |
| 卓 茵  | 霞姨   | 清潔工人 華哥之下屬 （第2集） |
| 王 維  | 盧律師 | Jeff 大律師 盧關張法律事務所合夥人 大耀集團法律顧問 （第5集） |
| 李昭南 | 錢懿婷 | Andrea 大耀集團首席營運官，月薪達18萬元 大耀集團太子女 和胡婆婆糾纏時受傷（第5集） |
| 周姮恩 | 張小姐 | 大耀集團人力資源部職員 向胡婆婆提出以1000元和解被拒絕 （第5集） |
| 葉嘉豪 |        | 大耀集團男助手 （第5集） |
| 莫鎮榮 |        | 大耀集團男助手 （第5集） |
| 林藹旻 |        | 錢懿婷女助手 （第5集） |
| 潘慶恩 |        | 大耀集團保安員 （第5集） |
| 吳智杰 | George | 律師 葉廣生之徒弟 義助胡婆婆民事索償案（第6集） |

#### Begleiten創辦人分家案（第3集）
| 演員   | 角色 | 備註 |
| 葉冠英 | 陳高 | Alan 陳世之孿生兄長 Begleiten聯合創辦人，負責行政營運，經調解後決定開設子公司Round 2，由弟弟陳世任掌陀人            |
| 葉冠英 | 陳世 | Ian 陳高之孿生弟弟 Begleiten聯合創辦人，負責創作理念，經調解後轉任子公司Round 2掌舵人                               |
| 鄧月平 |      | 陳世之妻 任職Begleiten編碼部                                                                                        |
| 陳濬樺 | Macy | MacyBB 32019（《上古神之怒》遊戲帳戶名） Begleiten公司職員 以《黑暗森林》遊戲磁碟與葉志凡交易《上古神之怒》遊戲裝備 |
| 楊知睿 |      | Begleiten股東 |
| 何 鑫  |      | Begleiten股東 |
| 陳兆衡 |      | Begleiten員工 估計酒會上兩兄弟會爭執                                                                                |
| 章彥琦 |      | Begleiten員工 估計酒會上兩兄弟會爭執                                                                                |

#### Eat Power送餐延誤案（第4集）
| 演員   | 角色   | 備註 |
| 楊偉倫 | 陳應傑 | Sam、細陳 「有福地產」經紀 被李魯鵬欺壓 馬拉松賽跑愛好者 因外賣遲到，導致他得失客戶，失去十多萬生意，要求外賣員賠償74900元（方圓估計原因是超過75000元就不可循小額錢債索償） 和Zahir合力追賊而結成好友，並放棄追究 最終以充滿粗言的辭職信辭職 |
| 黃智偉 | Zahir  | 四喜 外賣送遞員 長跑好手 因電單車跣軚導致外賣被打瀉，亦因陳應傑的投訴而被Eat Power解僱 和陳應傑合力追賊而結成好友 |
| 謝衍鋒 | 李魯鵬 | 「有福地產」東主 陳應傑之上司 常辱罵陳應傑 |
| 黃雅敏 | 劉信輝 | Eat Power經理 因上司問責而無奈解僱Zahir |
| 蔡艷琳 |        | Eat Power員工 |
| 梁凱航 |        | Eat Power員工 |
| 歐穎瑤 |        | Eat Power員工 |

#### 吹氣公仔被「侵犯」案（第7集）
| 演員     | 角色   | 備註 |
| 周祉君   | 張生   | David1314 其「妻子」為吹氣公仔Kiki（對白由方圓聲演） 要求「趙仕文紀念中學」學生就「騷擾」Kiki向其道歉 曾是「遊樂天地」員工，後離職並成為KOL 劉翠華前男友 最終由中學生親手送上仙子套裝達成和解 |
| 馬俊怡   | 劉翠華 | Aragaki David1314前女友 吹氣公仔Kiki原型人物 「遊樂天地」分店經理 |
| 司徒夾帶 | 李老師 | 「趙仕文紀念中學」4B班班主任 |
| 薑檸樂   |        | 「遊樂天地」員工 |
| 鄭家傑   | 文駿軒 | 軒仔 「趙仕文紀念中學」學生 文叔兒子（參見金魚街商戶糾紛案） 於街上戲弄吹氣公仔Kiki，被David1314發現                                                                                          |
| 黃泓祖   | 岑珈其 | 「趙仕文紀念中學」學生 於街上戲弄吹氣公仔Kiki，被David1314發現 |
| 林山立   | 胡芷同 | 「趙仕文紀念中學」學生 於街上戲弄吹氣公仔Kiki，被David1314發現 |

#### Abby Road職場欺凌及性騷擾案（第8集）
| 演員   | 角色        | 備註 |
| 顧定軒 | 謝生        | German Abby Road時裝設計師 Lisa之前下屬 長期被Lisa性騷擾或虐待，因而患上驚恐症，尤其對釘書機響聲或類似聲響感到恐懼。最後更被無理解僱 最初向Abby Road索償50萬元，其後曾考慮接受15萬元賠償，但最後決定循法律途徑控告Lisa |
| 鄭律韻 | 李小姐      | Abby Road人事部職員 拒絕謝生索償50萬元要求 |
| 陳俞希 | Lisa Cheung | Abby Road總設計師 謝生、Chris、波比之前上司 性騷擾及職場欺凌多名男下屬 |
| 林堡熙 | Chris       | 廣告導演 Abby Road前僱員 Lisa之前下屬 當眾被Lisa性騷擾，但因簽署保密條款而不能透露此事 |
| 王慶南 | 波比        | 「心畫園」畫室創辦人，主張以繪畫治療心理 Abby Road前僱員 被Lisa性騷擾及虐待，導致心理創傷，目睹女性拍打男性時會感到恐懼 因簽署保密條款而不能透露被Lisa性侵犯及虐待                                                     |

#### 的士牌照轉讓案（第9集）
調解員︰利永麗、鍾信立
| 演員     | 角色   | 備註 |
| 陳偉雄   | 周立德 | 的士車主 將的士租予徐家偉逾廿年，鮮有理會的士的日常保養及運作 患有大腸癌，需籌集醫藥費，但並無向徐家偉透露 向徐家偉提出以30萬元轉讓的士牌照被拒絕，後改為接受          |
| DJ Lorry | 徐家偉 | 的士司機 租用周立德之的士逾廿年，負責的士的日常保養及運作 一早得悉周立德患癌 最終同意以30萬元購買的士牌（但Amber向信立謊稱徐家偉諮詢律師後認為勝算不大而接受調解方案） |
| 黃鎧鑾   | 徐太   | 徐家偉之妻 |

#### 分手情侶爭奪愛犬案（第10集）
| 演員   | 角色    | 備註 |
| 王頌茵 | Jeana   | 石生之前女友 與石生爭奪愛犬「俊俊」的撫養權                                                                                             |
| 戴玉麒 | 石生    | 石仔 Jeana之前男友 與Jeana爭奪愛犬「俊俊」的撫養權 誤把「明明」當成「俊俊」並向Jeana威脅與「俊俊」同歸於盡 最終放棄爭奪「俊俊」的撫養權 |
| 陳澄騫 | Jeana母 | 在Jeana和石生分手後負責照顧「俊俊」和「明明」                                                                                           |
| 一 萬  | 俊俊    | Jeana與石生養的寵物犬 |
| 一 萬  | 明明    | Jeana母借給葉志凡用作假扮「俊俊」的小狗                                                                                                 |

#### 生命樹中心「生命課程」索償案（第12集）
調解員︰利永麗、馬陳佩美
| 演員   | 角色 | 備註 |
| 譚杏藍 | Nova | 「生命樹中心」導師，舉辦多項課程 馬陳珮美之課程導師 （第11、12集）                                                     |
| 廖偉樂 | 楊仔 | 指控生命樹中心欺騙學生（其母楊太）並對其作出洗腦行為 調解時指控馬陳佩美偏幫Nova，最終利永麗出手終止調解 （第11、12集） |
| 葉淑儀 | 楊太 | 「生命樹中心」課程學員，否認自己被生命樹中心欺騙和洗腦 （第12集）                                                      |

#### 金魚街商戶糾紛案（第13至15集）
調解員︰由於葉廣生大律師事務所為客戶的法律代表，葉廣生及葉志凡的父子關係或致利益衝突，所以何建忠將調解工作由葉志凡轉交利永麗跟進。
| 演員         | 角色      | 備註 |
| 張松枝       | 文叔      | 水族店「桃花源」的老闆 軒仔之父（參見吹氣公仔被「侵犯」案） 源叔之行家兼好友，後反目 樂子匡之競爭對手，不屑其新型養魚方式而冠以其騙錢的指控 指控樂子匡在網上抵毁他賣帶病的魚，打擊其生意 因源叔提供降酸劑，但令其心愛的風水魚花羅漢魚死亡（實為軒仔之責任），自此反目 先後請Keith及Oscar為其代表律師 於第14集上「Aqua Free」找樂子匡理論時中風暈倒入院 於第15集需要坐輪椅 |
| 駱振偉(成年) | 樂子匡    | 樂少 「魚樂百分百」網紅、水族店「Aqua Free」的老闆 源叔之子，後到加拿大留學 文叔之競爭對手，因經常反擊其指控而逐漸積怨 請Tom為其代表律師 希望把調解過程直播被拒絕，但最終憑「全民法庭」節目「願望成真」 |
| 梁雋彥(少年) | 樂子匡    | 樂少 「魚樂百分百」網紅、水族店「Aqua Free」的老闆 源叔之子，後到加拿大留學 文叔之競爭對手，因經常反擊其指控而逐漸積怨 請Tom為其代表律師 希望把調解過程直播被拒絕，但最終憑「全民法庭」節目「願望成真」 |
| 李葉健       | 源叔      | 水族店「Aqua Free」的前老闆，已移民 樂子匡之父 文叔之行家兼好友，後反目 因提供降酸劑給文叔，但令文叔的花羅漢魚死亡（實際上是軒仔錯手下了過量降酸劑），自此反目 (第13集) |
| 鄭家傑(少年) | 文駿軒    | 軒仔 童年時錯手將整支降酸劑掉進魚缸，令文叔的花羅漢魚死亡，意外導致文叔樂叔反目 被認定為毒死「Aqua Free」所有魚的兇手，因此在學校被同學欺凌 在「全民法庭」節目進行期間以咪高峰撃傷樂子匡，後跑上天台企圖輕生，最後被葉志凡勸服打消輕生念頭 |
| 鄭曉男(童年) | 文駿軒    | 軒仔 童年時錯手將整支降酸劑掉進魚缸，令文叔的花羅漢魚死亡，意外導致文叔樂叔反目 被認定為毒死「Aqua Free」所有魚的兇手，因此在學校被同學欺凌 在「全民法庭」節目進行期間以咪高峰撃傷樂子匡，後跑上天台企圖輕生，最後被葉志凡勸服打消輕生念頭 |
| 張同祖       | 施總      | 想發展金魚街 |
| 吳雲甫       | Tom Leung | 樂子匡代表事務律師 |
| 黃佳烔       | Keith     | 文叔之原代表事務律師，後因表現不佳而遭辭退 (第13集) |

### 非主要案件

#### 購買戒指糾紛案（第1集）
調解員︰葉志凡
| 演員   | 角色         | 備註 |
| 薛國斌 | 波叔         | 向陸生出售戒指，後承認質量有問題                                                                                   |
| 方志駒 | 陸生         | 懼怕陸太 向波叔購買戒指，因質量有問題而要求賠償 最後向波叔再購買多一隻戒指，條件是波叔要在電話通話中假裝向陸太道歉 |
| 霍佩詩 | 陸太（聲演） | 陸生之妻 |

#### Beautiful Sight美容院脫毛療程致傷案（第2集）
調解員︰鍾信立
| 演員   | 角色   | 備註 |
| 許寶恆 | 姚小姐 | 參加脫毛療程，但被燒傷下體，憤而要求美容院賠償，更當眾把裙脫下證明傷勢 獲美容院賠償終生美容療程，但要求她在網上公開澄清 （第2及3集） |
| Ardo   |        | 脱毛廣告模特兒 |
| 何松穎 |        | 脱毛廣告旁白(聲演) |
| 韋文蔚 |        | 美容院助手 |
| 連小喬 |        | 美容院公關 先指出姚小姐有簽署同意免責條款，後懼怕美容院名聲繼續受破壞而提出和解                                                      |
| 歐穎瑤 |        | 美容院公關 |

#### 家長投訴音樂導師案（第3集）
調解員︰馬陳佩美
| 演員   | 角色   | 備註                                                                                         |
| 趙頌茹 | 梁太   | Ronald之母 因不滿音樂導師沒有教導其認為有助兒子考試的課程而提出退款 最終因堅持己見而調解失敗 |
| 賀俊彥 | Ronald | 梁太之子 學習結他                                                                            |
| 曾頌珊 |        | Ronald之音樂導師                                                                             |

#### Starry Music School學員投訴導師案（第4集）
調解員︰馬陳佩美
| 演員   | 角色        | 備註 |
| 潘紹聰 | 小軍        | Starry Music School學員 因發音不正而被評為歌藝差劣 把張國榮歌曲《追》中的「一追再追」唱成「一J再J」 改善發音後獲得表演機會 |
| 華積士 | Andy Buttar | 音樂導師 Starry Music School創辦人 被方圓誤會為外賣送遞員 操流利廣東話，亦因此對發音有執著                                 |

#### “Penthouse 48”工傷案（第6集）
- 工傷索償部分由葉廣生大律師事務所處理，馬志強自殺後調解部分由香港調和中心處理
- 調解員：莊易

| 演員   | 角色   | 備註 |
| 張滿源 | 馬志強 | 馬師傅 「Penthouse48」主厨 羅錦華之下屬 在工作期間因爐具搶火燒傷致永久傷殘，終身不能當廚師，向羅錦華追討賠償200萬元 後被裁定因工作期間喝過紅酒而不獲賠償，結案後於餐廳自縊身亡                          |
| 彭珮嵐 | 馬太   | 馬志強之妻 在馬志強自殺後每日在「Penthouse48」撒溪錢和破地獄，後經莊易調解而與羅錦華和解，並取回馬志強之食譜筆記                                                                                        |
| 強 尼  | 羅錦華 | Barry 「Penthouse48」東主 馬志強之僱主 因投資失利，已把「Penthouse48」抵押給銀行，未能付出馬志強要求的賠償金額 裁判後向葉志凡透露於意外後改過爐頭去毁滅證據，亦感到內疚，後透過莊易調解向馬太賠償40萬元 |

#### 遠海貿易公司遺產糾紛（第7集）
調解員︰利永麗
| 演員   | 角色         | 備註 |
| 黃素歡 |              | 「遠海貿易公司」股東 認為東主遺孀方太想獨吞公司財產                                                                                    |
| 譚汝康 |              | 「遠海貿易公司」股東 認為東主遺孀方太想獨吞公司財產                                                                                    |
| 蔡思韵 | 方太         | 「遠海貿易公司」東主遺孀 只想在公司夾萬中取走有紀念價值的油畫，最後同意放棄公司一切財產 夾萬密碼為11272018，是方生決定和方太一起的日子 |
| 何日華 | 方生（聲演） | 已故「遠海貿易公司」東主 |

#### 區家家庭糾紛（第9集）
- 本案並沒有正式經過香港調和中心處理
- 調解員︰葉志凡

| 演員   | 角色   | 備註 |
| 孫詠軒 | 區煒明 | 明仔 葉志凡之鄰居 就讀於「趙誠德紀念小學」三A班 經常在葉志凡家中玩樂直到深夜 央求方圓、葉志凡協助調解父母間的關係（並非香港調和中心調解個案） （第3、5、9、15集） |
| 黃奕晨 | 區生   | 葉志凡之鄰居 跟車工人 身負欠債 區煒明之父 區太之夫，早已知悉區太外遇，後雙方同意離婚 最終同意把區煒明交給祖母照顧                                                 |
| 秦楚瀅 | 區太   | 經營水晶店 區煒明之母 區生之妻，後雙方同意離婚 已另結新歡，因不欲新歡知道自己育有一子，同意把區煒明交由祖母照顧                                                   |

#### 紙紥店後人爭產案（第10、11集）
調解員︰鍾信立
| 演員   | 角色     | 備註 |
| 陳子豐 | 歐陽志華 | 歐陽家之大哥 1989年出生                                                                                                |
| 練美娟 | 歐陽寶芳 | 歐陽家之二姊 1990年出生 與歐陽志華同一陣營                                                                             |
| 曾贊學 | 歐陽信庭 | 歐陽家之三弟 1991年出生                                                                                                |
| 何穎璇 | 歐陽寶雯 | 歐陽家之四妹 1994年出生 與歐陽信庭同一陣營 提議以問米方式找已故父親歐陽老爺（歐陽賢勝）詢問意見，獲眾人同意            |
| 李傑樺 | 歐陽志文 | 歐陽家之五弟 同性戀者，Benny之「夫」 不問世事，雖為紙紮店繼承人之一，但不參與爭產，並獻計令其兄姊打消賣舖念頭 (第11集) |
| 邱頌偉 | Benny    | 同性戀者，歐陽志文之「夫」 假扮成「六道中介師—業僧」說出歐陽家眾人秘密，並成功引導歐陽家眾人同意不出售祖業 (第11集)    |
| 麥詠楠 |          | 歐陽信庭、歐陽寶雯聘請之通靈師 假裝被歐陽老爺上身 （第11集）                                                           |
| 陳甘鳳 |          | 歐陽志華、歐陽寶芳聘請之問米師傅 假裝被歐陽老爺上身 （第11集）                                                         |

#### 網友教唆自殺案（第11、12集）
調解員︰葉志凡
| 演員   | 角色   | 備註 |
| 谷德昭 | 莊易   | 莊生 莊梓彤之父 參見香港調和中心 |
| 廖子妤 | 郭浩琳 | 與莊梓彤於開登討論區結識，後相約自殺但獲救 被控教唆莊梓彤自殺，罪成被判入獄11年 患有第三期腦癌，自知時日無多而尋求和莊家調解 （第11、12集） |
| 李麗珍 | 莊太   | 阿蘭 莊易之妻 莊梓彤之母 女兒自殺後深受情緒困擾，有自殘行為及吸煙成癮 一直拒絕接見浩琳，直到阿凡再三規勸下終於願意見面，得悉女兒更多事情，同時浩琳把梓彤臨死前的剔號傳給她，代表已原諒她，她也自責沒有盡母親責任 同時勸阿凡和其父親和解 （第11、12、15集） |
| 李玗蓁 | 莊梓彤 | 莊易之女 在校園被同學欺凌 與郭浩琳於開登討論區結識，後相約自殺而亡 雖不喜歡母親，但臨死前終於原諒了她 （第12集） |

#### 「哲學咖啡室」結業案（第14集）
調解員︰方圓
| 演員   | 角色 | 備註 |
| 鄺雋文 | 牛精 | 「哲學咖啡室」老闆 認為咖啡室能持續經營，反對結業 最後抱怨調解員不中立                                                 |
| 關灝泉 | 阿火 | 「哲學咖啡室」老闆 認為咖啡室能持續經營，反對結業 最後抱怨調解員不中立                                                 |
| 李康廷 | 阿二 | 「哲學咖啡室」老闆 認為咖啡室已違反初心，啟動「即時收皮機制」，即只要其中一方提出結業，咖啡室就要結業 論點獲葉志凡認同 |

### 其他
| 演員       | 角色                         | 備註 |
| 柯煒林     | Oscar                        | 謝大狀 大律師 方圓之男友兼傾訴對象，於第9集與其一度情變，於第11集和好，惟於第14集因價值觀不合再次情變，於第15集分手 文叔的代表律師（參見金魚街商戶糾紛案） （第1－3、5、7－15集）                   |
| 鄭蓓娜     |                              | 方圓之母 一直希望方圓能成為大律師 |
| 程人富     | Wilson                       | 香港調和中心所在商業大廈的保安員 |
| 林泳淘     | 談多多                       | 電視節目「搵嘢嚟講」、「全民法庭」主持人 接獲陸生陸太投訴揭發潘伯惡行，但被憤怒的潘伯潑水驅趕 採訪文駿軒期間被其襲擊，認為其有暴力傾向 提議葉志凡與文駿軒上電視台與樂子匡進行和解 （第1、14、15集） |
| 陳昭煊     | 超級酸                       | TapeTuber遊戲新聞站主播 （第3、15集） |
| 許 賢      |                              | 交通督導員，編號37432 （第4集） |
| 劉偉恒     | 文教授                       | 大學法律系教授，方圓的大學導師 因與學生Zoe有不倫關係，而在分組功課給對方較高評級，及後被方圓揭發 方圓向大學投訴他不果後，利用法律界內人脈對方圓進行打壓，致使沒有律師事務所收她為實習生 （第5集）   |
| 劉偉恒     | 電台主持人（聲演） （第9集） | |
| 孫立基     |                              | 大學法律系院長（第5集） |
| 余達志     | 張律師                       | 大律師 盧關張法律事務所合夥人 （第5集） |
| 倪安慈     |                              | 「什麼叫做愛」戀愛講座主持人 （第7集） |
| 陳 翀      |                              | 馬陳佩美之夫 對妻子冷淡 最終在生命樹中心向馬陳佩美道歉 （第7、11、12集） |
| 熊倬樂     |                              | 馬陳佩美之子 對母親冷淡 （第7、11、12集） |
| 周 五      |                              | 泳池助導 （第8集） |
| 周國賢     | 周天仁                       | 「英毅拳館」拳師 路過誤會葉志凡襲擊方圓而揮拳擊倒葉志凡 （參見：一秒拳王） （第8集） |
| 趙善恆     | 恆導                         | 導演（第9集） |
| 胡信希     |                              | 茶檔食客 （第9集） |
| 陳誦賢     |                              | 西裝友 （第9集） |
| 葉晨曦     |                              | 貨車司機 （第9集） |
| HEBEFACE   | 濁者自濁(聲演)               | YouTuber （第14、15集） |
| 司徒夾帶   | 司徒夾帶                     | 帶貨 KOL （第15集） |
| 羅曉迎     |                              | 酒吧歌手 （第1、10、11集） |
| 王俊霖     |                              | 送水工人 以客運升降機送水而被方圓非議，後來因懼怕被抄牌而離開升降機 （第1集） |
| 梁凱航     |                              | 沖曬店職員 （第1集） |
| 陳立人     |                              | 攝影師（第1集） 法院旁聽人士（第6集） 泳池攝影師（第8集） 「搵嘢嚟講」攝影師（第14集） |
| 馮浩寧     |                              | 姚小姐之男友 （第3集） |
| 陳雅惠     |                              | 酒會主持 （第3集） |
| 詹可慧     |                              | 酒會貴賓 （第3集） |
| 蘇卓熙     |                              | |
| 何曉甯     |                              | |
| 李稭程     |                              | |
| 陳家曦     |                              | |
| 李艾烽     |                              | |
| 梁曉晴     |                              | |
| 陳偉進     |                              | |
| 曾慶民     |                              | |
| 林寶淇     |                              | |
| 麥俊煒     |                              | |
| 吳樂怡     |                              | |
| 馮浩寧     |                              | 《上古神之怒》遊戲世界士兵 （第3集） |
| 陳立人     |                              | 《上古神之怒》遊戲世界士兵 （第3集） |
| 梁凱航     |                              | 《上古神之怒》遊戲世界士兵 （第3集） |
| 駱子康     |                              | 《上古神之怒》遊戲世界士兵 （第3集） |
| 黃文泓     |                              | 《上古神之怒》遊戲世界士兵 （第3集） |
| 洪梽傑     |                              | 《上古神之怒》遊戲世界士兵 （第3集） |
| 鄭子謙     |                              | 《上古神之怒》遊戲世界士兵 （第3集） |
| 郭嘉祺     |                              | 拍攝現場收音師（第4集） 六年前收音師（第6集） 電視台收音師（第8集） |
| 林沅儀     |                              | 拍攝現場助理 （第4集） |
| 譚麗麗     |                              | 拍攝現場助理 （第4集） |
| 黃敬康     |                              | 賊人 嘗試搶去陳應傑的公事包，但失敗 （第4集） |
| 石世成     |                              | 高級餐廳男侍應 （第5集） |
| 章豪傑     |                              | 法官 （第6集） |
| 海 兒      |                              | 「Penthouse48」侍應 （第6集） |
| 張遨揚     |                              | 六年前記者（第6集） 模擬法庭法官（第8集） |
| 葉滿銓     |                              | 六年前攝影師（第6集） 電視台攝影師（第8集） |
| 歐穎瑤     |                              | 法院旁聽人士 （第6集） |
| 陳兆衡     |                              | 法院旁聽人士 （第6集） |
| 梁俊傑     |                              | 「什麼叫做愛」戀愛講座嘉賓情侶 （第7集） |
| 郭頌琪     |                              | 「什麼叫做愛」戀愛講座嘉賓情侶 （第7集） |
| 梁可喻     |                              | 「遠海貿易公司」員工 （第7集） |
| 陳兆衡     |                              | 大樹公園情侶 （第7集） |
| 章彥琦     |                              | 大樹公園情侶 （第7集） |
| 李文傑     |                              | 街上途人 拍攝葉志凡和方圓「爭執」 （第8集） |
| 林沅儀     |                              | 街上途人 拍攝葉志凡和方圓「爭執」 （第8集） |
| 張永勝     |                              | Abby Road攝影師 （第8集） |
| 岑嘉龍     |                              | Abby Road攝影助理 （第8集） |
| 張嘉欣     |                              | 泳池模特兒 （第8集） |
| 陳嘉瑩     |                              | 泳池化妝師 （第8集） |
| 卞德賢     |                              | 泳池服裝助理 （第8集） |
| 黎志偉     |                              | 泳池攝影助理 （第8集） |
| 余詠瑤     |                              | 法律系學生 （第8集） |
| 蘇惠宗     |                              | 法律系學生 （第8集） |
| 郭子軒     |                              | 法律系學生 （第8集） |
| 李梓同     |                              | 法律系學生 （第8集） |
| 嚴敏之     |                              | 法律系學生 （第8集） |
| 李沛耀     |                              | 電視台記者 （第8集） |
| 劉雅詩     |                              | 水晶店顧客 （第9集） |
| 程 琪      |                              | 電梯大堂途人 （第9集） |
| 鄭卓恆     |                              | 生果檔老闆 （第9集） |
| 鄭惠坤     |                              | 生果檔客人 （第9集） |
| 梁凱航     |                              | 西裝友 （第9集） |
| 黎志偉     | 刀哥（聲演）                 | 放債人 （第9集） |
| 章彥琦     |                              | 狗義工 協助方圓尋回走失的「俊俊」 （第10集） |
| 陳兆衡     |                              | 街上途人 （第10集） |
| 賴玥延     |                              | Amber替身 （第11集） |
| 陳麗玲     |                              | 郭浩琳之母 （第12集） |
| 謝衍鋒     |                              | 街上父親 （第12集） |
| 謝峻龍     |                              | 街上小孩 （第12集） |
| 林貝萄     | 葉詠詩                       | 葉廣生之女兒 葉志凡之同父異母妹 （第12集） |
| Eli-Mujiah |                              | 葉廣生之傭人 （第12集） |
| 霍佩詩     |                              | 葉廣生之妻（聲演） 葉志凡之繼母 （第12集） |
| 梁可喻     |                              | The Love Of Us侍應 （第12集） |
| 駱子康     |                              | The Love Of Us民 （第12集） |
| 歐穎瑤     |                              | The Love Of Us食客 （第12集） |
| 葉滿銓     |                              | The Love Of Us食客 （第12集） |
| 譚麗麗     |                              | The Love Of Us食客 （第12集） |
| 林沅儀     |                              | The Love Of Us食客 （第12集） |
| 梁凱航     |                              | The Love Of Us食客 （第12集） |
| 石世成     |                              | 生命樹學員 （第12集） |
| 蔡艷琳     |                              | 生命樹學員 （第12集） |
| 何松穎     |                              | 生命樹學員 （第12集） |
| 鄧簡文     |                              | 生命樹保安 （第12集） |
| 譚麗麗     |                              | 中學老師 （第12集） |
| 蔡煒瞳     |                              | 中學生 欺凌莊梓彤 （第12集） |
| 賴玥延     |                              | 中學生 欺凌莊梓彤 （第12集） |
| 梁可喻     |                              | 中學生 欺凌莊梓彤 （第12集） |
| 程琪       |                              | 中學生 欺凌莊梓彤 （第12集） |
| 林隆光     |                              | 貨車司機 （第13集） |
| 林偉強     |                              | Aqua Free 員工 （第13及14集） |
| 區溢銘     |                              | Aqua Free 員工 （第13及14集） |
| 小影       |                              | 魚樂百分百 KOL （第13集） |
| 陳小燕     |                              | 魚街街坊 （第14集） |
| 郭貴華     |                              | 魚街街坊 （第14集） |
| 謝衍鋒     |                              | 魚街街坊 （第14集） |
| 梁凱航     |                              | 魚街街坊 （第14集） |
| 駱子康     |                              | 「全民法庭」助理編導（第15集） |
| 陳兆衡     |                              | 「全民法庭」助理編導（第15集） |
| 梁凱航     |                              | 「全民法庭」助理編導（第15集） |
| 林沅儀     |                              | 「全民法庭」助理編導（第15集） |
| 歐穎瑤     |                              | 「全民法庭」服裝助理（第15集） |
| 蔡艷琳     |                              | 「全民法庭」化妝師（第15集） |
| 鄭卓恒     |                              | 「全民法庭」觀眾（第15集） |
| 陳頌欣     |                              | 「全民法庭」觀眾（第15集） |
| 張遨揚     | 勇勇                         | 魚類生物學家（第15集） |
| 馮浩寧     | 寧先生                       | 金魚街街坊（第15集） |
| 陳兆衡     | 肆先生                       | 金魚街街坊（第15集） |
| 潘瑩沁     |                              | 天台記者（第15集） |
| 鄧裕發     |                              | 天台記者（第15集） |
| 歐穎瑤     |                              | 動物保護人士（第15集） |
| 黃子倫     |                              | 動物保護人士（第15集） |
| 譚麗麗     |                              | 動物保護人士（第15集） |
| 葉滿銓     |                              | 動物保護人士（第15集） |
| 鄧 露      | 梁美珍議員                   | （第15集） |

## 每集列表
| 集數   | 首播日期 | 標題                     | 備註   |
| 2023年 |          |                          |        |
| 1      | 3月27日  | Hidden Agenda            |        |
| 2      | 3月28日  | 世界沒對錯？             |        |
| 3      | 3月29日  | 走回初衷                 |        |
| 4      | 3月30日  | 夢想與現實               |        |
| 5      | 3月31日  | 害人的善念               |        |
| 6      | 4月3日   | 不解的結                 |        |
| 7      | 4月4日   | 寂寞之故                 |        |
| 8      | 4月5日   | Out of the common ground |        |
| 9      | 4月6日   | 口不對心                 |        |
| 10     | 4月7日   | 愛的執念                 |        |
| 11     | 4月10日  | 善良的虛妄               | 結局篇 |
| 12     | 4月11日  | 執著與接受               | 結局篇 |
| 13     | 4月12日  | 蝸角而起                 | 結局篇 |
| 14     | 4月13日  | 世界有對錯！             | 結局篇 |
| 15     | 4月14日  | 紅蟻與黑蟻               | 大結局 |

## 歌曲
| 歌曲名   | 主唱   | 作曲        | 填詞   | 編曲           | 監製           | 備註   |
| 記得梳頭 | ToNick | 小龜@ToNick | 黃偉文 | ToNick／王雙駿 | ToNick／王雙駿 | 主題曲 |

## 記事
- 本劇為谷德昭繼2006年的無綫電視劇集《老馮日記》後，相隔17年再度參演的電視劇[1][2]，也是他和李麗珍繼1988年的電影《富貴再逼人》後，相隔35年後再度合作。[3]
- 本劇是蘇雅琳首次參與的電視劇，[4][5]但她的演技獲得觀眾肯定。[6]戲中飾演蘇雅琳老闆的梁祖堯稱讚她的表現突飛猛進。[7]
- 據駱子康描述，每集片頭的「所有目的地」路牌部份，會隨著劇情發展而有所改動。[8]
- 本劇演員柯煒林和孫詠軒因為和蘇雅琳有身體接觸，被「蘇蝦」（蘇雅琳的粉絲稱呼）戲言要派刀片。[9]

## 外部連結
- ViuTV：和解在後（每集重溫） （页面存档备份，存于）
- MakerVille：和解在後 （页面存档备份，存于）
- 豆瓣电影上《和解在後》的資料 （简体中文）
- YouTube上的《和解在後》記者會FB Live
- YouTube上的《和解在後：預約面談》
- YouTube上的《記得梳頭》MV
- YouTube上的《記得梳頭》(Acoustic Version feat.蘇雅琳)MV

## 電視節目的變遷
| 香港 ViuTV 星期一至五 21:30－22:30                       | 香港 ViuTV 星期一至五 21:30－22:30          | 香港 ViuTV 星期一至五 21:30－22:30 |
| -------------------------------------------------------- | ------------------------------------------- | ---------------------------------- |
|                                                          | 和解在後 （2023年3月27日－2023年4月14日）   |                                    |
| 婚前試行為（非戲劇節目） （2023年3月6日－2023年3月24日） | 極度俏郎君 （2023年4月17日－2023年5月12日） |                                    |